# 斯托利內

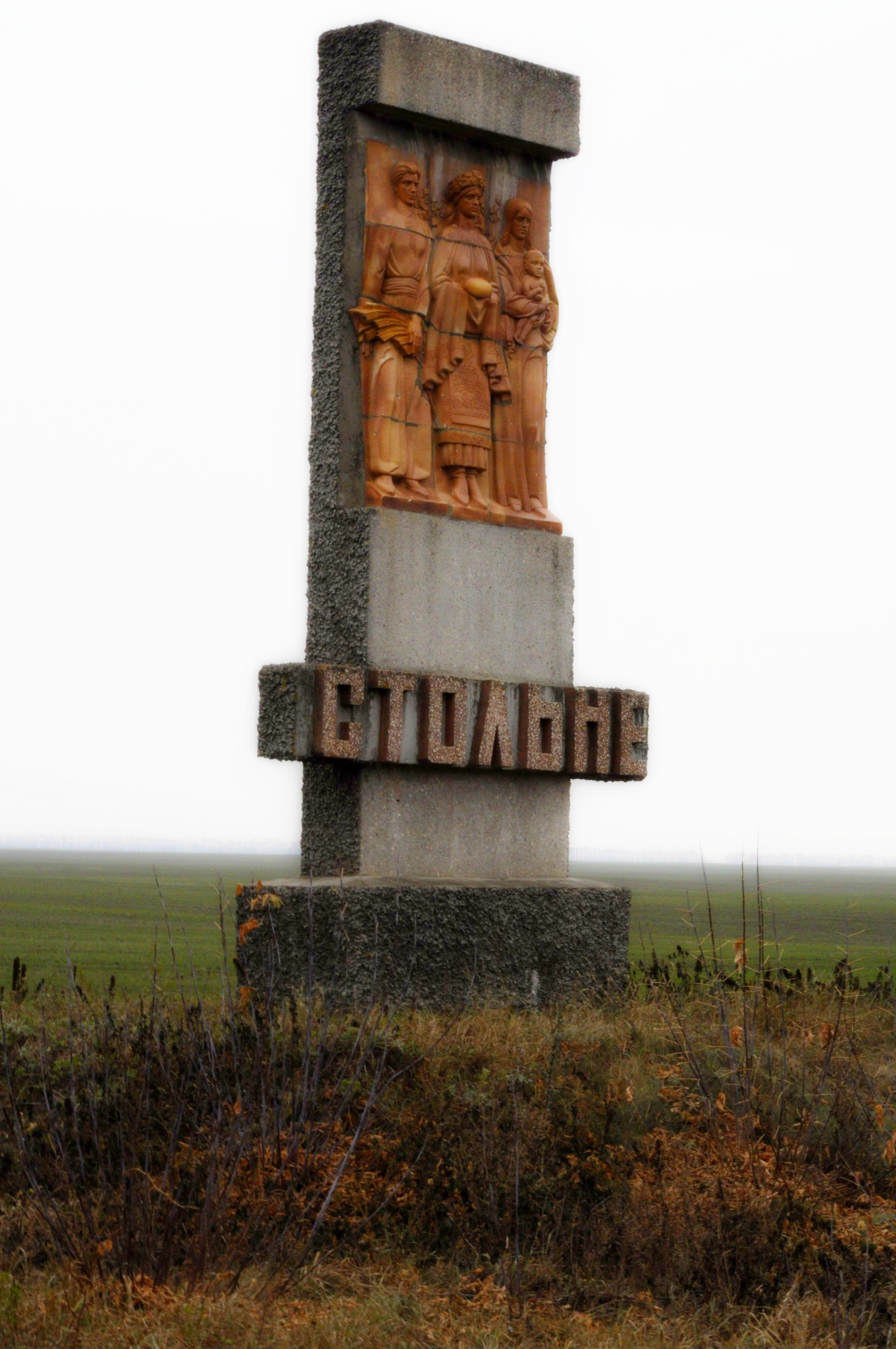

斯托利內（烏克蘭語：Стольне），是烏克蘭北部的村莊，隸屬切爾尼希夫州的科留基夫卡區。該村面積4.7平方公里，海拔高度124米，2025年人口1,395，人口密度每平方公里414.7人。